# مارينيو (لاعب كرة قدم)
مارينيو (بالبرتغالية: Mário Caetano Filho‏) هو لاعب كرة قدم برازيلي في مركز قلب الدفاع، ولد في 27 فبراير 1955 في لوندرينا في البرازيل. لعب مع نادي فلامنغو.